# Escala tetratónica

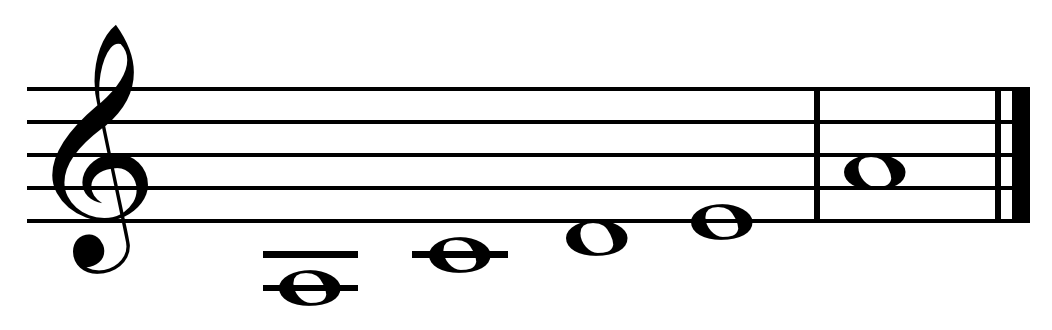
Escala tetratónica.

Una escala tetratónica en música es una escala o modo musical constituido por una sucesión de cuatro sonidos, alturas o notas diferentes dentro de una octava. 

## Descripción
Se trata de una escala musical formada por cuatro sonidos sucesivos diferentes dentro de una octava. De esta manera contrasta con dos tipos de escala muy comunes en la música occidental que son la escala heptatónica formada por siete sonidos, como por ejemplo la escala mayor y la menor; o bien la escala cromática compuesta por doce notas. Las escalas tetratónicas no son habituales en la música académica contemporánea y se suelen relacionar con la música prehistórica.

## Distribución

### África
En el área Lobi de Ghana el instrumento musical que predomina es el xilófono y la afinación de algunos de ellos se lleva a cabo conforme a una escala tetratónica. En el este de Uganda los Gwere usan para su arpa de seis cuerdas, llamada tongoli, una escala tetratónica en la que todos los intervalos son prácticamente iguales, lo que para los oídos occidentales suena como una cadena de terceras menores.

### América

#### Indios norteamericanos
Este tipo de escalas también era común entre los indios pertenecientes a las culturas de las Grandes Llanuras de Norteamérica, si bien eran menos habituales que las escalas pentatónicas. Entre los Arapajó, Pies negros, Crow, Omaha, Kiowa, Pawnee y Siux, así como algunos pueblos indígenas de Plateau, en especial los Flathead, las escalas tetratónicas y pentatónicas utilizadas son anhemitónicas, esto quiere decir que no incluyen semitonos. Asimismo se han observado escalas tetratónicas entre la música del pueblo Creek, en la región de la Gran Cuenca entre los Washo, Ute, Paiute y Shoshón. En el Suroeste el pueblo Navajo también utilizó con profusión las pentatónicas y tetratónicas, ocasionalmente se incluían las escalas tritónicas.

#### Inuit
La música tetratónica era conocida entre los Inuit, incluyendo los pueblos de Groenlandia.

### Asia

#### India
Las escalas tetratónicas, al igual que las tritónicas, era empleadas con frecuencia por pueblos tribales de La India, tales como los Juang y Bhuyan del estado de Odisha.

### Europa

#### Europa occidental
Las segundas escalas más tempranas de la música tradicional escandinava, alemana, inglesa y escocesa se cree que debieron haber sido pentatónicas, que se desarrollaron a partir de una escala que en origen era tetratónica. Las escalas tetratónicas, junto con las pentatónicas, constituyen el 54% de las canciones en el repertorio tradicional yoik del pueblo ártico europeo Sami, donde el rango de los cantantes se extiende a una décima o undécima.
El estilo predominante de la música tradicional de la región de Peloponeso de Grecia es una mezcla de elementos cristianos, albaneses y valacos. Emplea escalas tetratónicas, pentacordales y pentatónicas, alrededor de las notas sobre las que tiene lugar una ornamentación microtonal (stolidia / psevtikes).

#### Rusia
La cultura musical del pueblo Mari, también llamados los cheremises del Volga finés del centro de Rusia era fundamentalmente pentatónica. No obstante, utilizaban escalas tetratónicas en un 20% de las veces.

### Oceanía
La música tetratónica aparece con frecuencia en Polinesia y Melanesia. En Guadalcanal en particular las escalas pentatónicas y tetratónicas sin semitonos son los tipos predominantes, aunque la segunda menor sin embargo aparece de vez en cuando como un intervalo melódico. Los intervalos melódicos más usados, sin embargo, son la segunda mayor,  tercera menor, cuarta justa, quinta y octava justas.

#### Maorí
En un estudio llevado a cabo en 1969 por el etnomusicólogo Mervyn McLean, este observó que las escalas tetratónicas eran las segundas más frecuentes entre las tribus maorís que había encuestado, constituyendo el 31% de las escalas empleadas por estos pueblos. Las más comunes eran las escalas tritónicas (de tres notas) con un 47% y en tercer lugar se situaban las escalas ditónicas (de dos notas) con un porcentaje del 17%.

### Música clásica
Una muestra poco habitual de una pieza de música académica enteramente basada en una escala tetratónica es la temprana pieza minimalista Reed Phase creada por Steve Reich en 1966. Esta obra se fundamenta en un motivo de tan solo cinco notas o "unidad básica", que se repite constantemente a lo largo de toda la obra. Dado que la nota la aparece dos veces en este patrón solo hay cuatro alturas musicales en total.

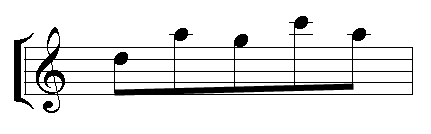
Motivo de cinco notas de Reed Phase de Steve Reich.